# Anne Sewitsky
Anne Sewitsky (Noruega, 12 de janeiro de 1978) é uma cineasta norueguesa.